# (17088) Giupalazzolo
(17088) Giupalazzolo (1999 JF19) – planetoida z pasa głównego asteroid okrążająca Słońce w ciągu 4,12 lat w średniej odległości 2,57 j.a. Odkryta 10 maja 1999 roku.